# Salcedo (canton)
Pour les articles homonymes, voir Salcedo.
Salcedo est un canton d'Équateur situé dans la province de Cotopaxi.